# Сунце туђег неба
Сунце туђег неба је југословенски филм из 1968. године. Режирао га је Милутин Косовац а сценарио су написали Арсен Диклић и Богдан Јовановић.

## Радња
На једну малу железничку станицу стиже група зидара. Њихов менаџер је Јаков. Он зидаре води у Немачку.
Младић опорог изгледа, Гане, стиже одмах иза зидара. За петама му је полиција. Гане од Јакова тражи да му изради фалсификовани пасош. Воз очекује и Ада, крхка плавуша, која такође иде на рад у иностранство. Из сусрета Аде и Ганета се роди љубав. Јаков на станици увиђа да је преварен и да место у које води раднике не постоји. Принуђен је преварити зидаре и Ганета.

## Улоге
| Глумац                 | Улога                                  |
| ---------------------- | -------------------------------------- |
| Слободан Димитријевић  | Гане Ђоковић                           |
| Павле Вуисић           | Рајко Ђоковић „Курјак“                 |
| Мира Ступица           | Роса                                   |
| Снежана Никшић         | Ада                                    |
| Милан Срдоч            | Јаков                                  |
| Столе Аранђеловић      | Никола, пијанац                        |
| Хусеин Чокић           | Обрад                                  |
| Миодраг Брезо          | Ибро                                   |
| Ђорђе Пура             | Ибрин отац                             |
| Гизела Вуковић         | Жена у црнини                          |
| Јасна Малец Утробичић  | Плавуша                                |
| Јозо Лепетић           | Максим                                 |
| Милка Подруг Кокотовић | Максимова жена                         |
| Милош Кандић           | Стеван, гастарбајтер који чека воз     |
| Урош Крављача          | Гастарбајтер који чека воз 1           |
| Лука Делић             | Гастарбајтер који чека воз 2           |
| Влајко Шпаравало       | Гастарбајтер који чека воз 3           |
| Михајло Мрваљевић      | Продавац карата на железничкој станици |
| Руди Алвађ             | Железничар                             |
| Олга Марковић          | Поштарска службеница                   |
| Милорад Маргетић       | Полицајац у цивилу                     |
| Марија Васиљевић       | Продавачица на пијаци                  |
| Србољуб Ивановић       | Певач                                  |
| Васја Станковић        |                                        |
| Хранислав Рашић        |                                        |
| Есад Казазовић         |                                        |
| Златко Хрбачек         |                                        |
| Фаик Живојевић         |                                        |
| Бранко Рабат           |                                        |
| Сеад Чакал             |                                        |